# Feast II - Sloppy Seconds
Feast II - Sloopy Seconds (br: Banquete no Inferno 2), é um filme de terror trash estadunidense de 2008, sequência do filme Banquete no Inferno (2005), dirigido por John Gulager.
Jenny Wade a estrela do filme, esta reprisando seu papel como "Honey Pie". Após esse filme foi realizado mais uma sequência, Banquete no Inferno 3: O Final Feliz , também dirigido por John Gulager.

## Sinopse
Na manhã seguinte ao terrível pesadelo, acompanhamos a trajetória dos sobreviventes. Há mais monstros e eles estão ainda mais famintos. As criaturas cercam uma pequena cidade vizinha, fazendo com que os moradores e os personagens do filme anterior tenham que se unir contra os ataques. Será que desta vez Honey Pie irá pagar pela sua fuga? Tuffy irá assumir o papel de heroína? Quem será aquela irmã gêmea da Mãe Harley? São muitas perguntas, e será necessário uma nova seqüência para responder a todas. Mas, por enquanto, vamos apenas nos sentar e nos aterrorizar.

## Elenco
| Ator                  | Personagem  |
| --------------------- | ----------- |
| Jenny Wade            | Honey Pie   |
| Clu Gulager           | Bartender   |
| Diane Ayala Goldner   | Biker Queen |
| Martin Klebba         | trovão      |
| Carl Anthony Payne II | Slasher     |
| Tom Gulager           | Greg        |
| Hanna Putnam          | Secrets     |
| Juan Longoria Garcia  | relâmpago   |
| William Prael         | Hobo        |
| Judah Friedlander     | Beer Guy    |
| Chelsea Richards      | Tat Girl    |
| Melissa Reed          | Tit Girl    |

## Curiosidades
- A MPAA (Movimento Avaliação de Imagem) deu ao filme uma classificação Rated R para a violência generalizada e horror gore, imagens perturbadoras, a sexualidade crua, nudez, linguagem e uso de drogas breve.
- Locais de filmagem: Mostrando todos os três locais de filmagem Los Angeles, Califórnia, EUA e interiores como New Orleans, Louisiana, EUA e Shreveport, Louisiana, EUA.
- Diane Ayala Goldner aprendeu a andar de moto e levou treinamento sobre como disparar uma arma, a fim de representar sua personagem  Biker Queen.